# Heilshoop
Heilshoop ist eine Gemeinde im äußersten Norden des Kreises Stormarn in Schleswig-Holstein. Neumühlen, Hauberg und Schweineweide liegen im Gemeindegebiet.

## Geografie

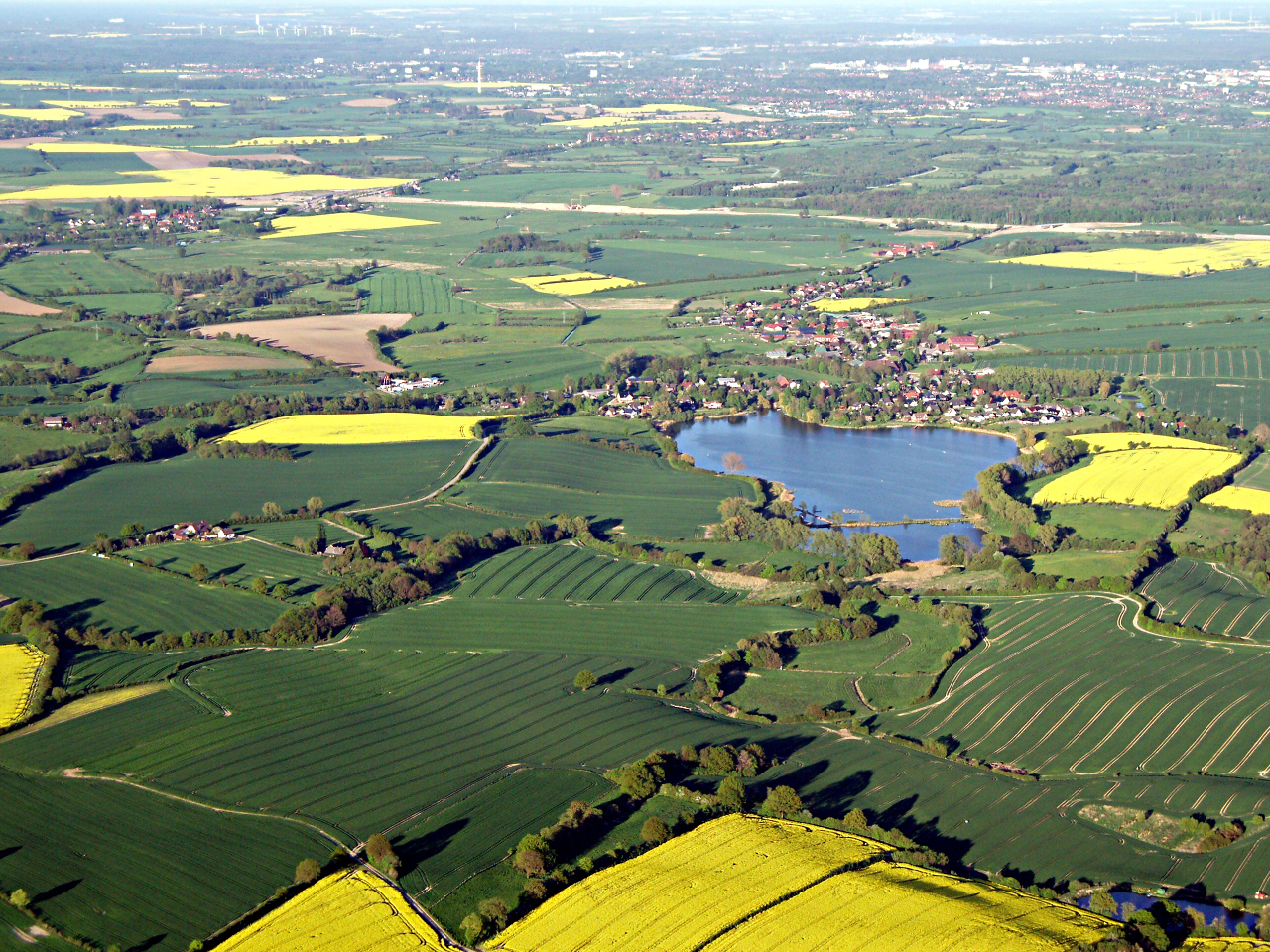
Heilshoop
Mitte: der Moorteich mit dem Ortskern von Heilshoop
Links: die Häuser der Schweineweide
Luftaufnahme Mai 2008

Heilshoop liegt an der Heilsau.

## Geschichte
Heilshoop wurde erstmals 1189 als Haleshope urkundlich genannt, als es dem Zisterzienser-Kloster Reinfeld gehörte. Es ist jedoch wahrscheinlich bereits früher von Slawen im Boule-Gau gegründet worden. Nach der Reformation und der damit verbundenen Aufhebung des Klosters kam Heilshoop zum landesherrlichen Amt Reinfeld. Die Leibeigenschaft wurde 1787 aufgehoben.
Nach der Annexion Schleswig-Holsteins durch Preußen 1867 wurde Heilshoop in den neugebildeten Kreis Stormarn eingegliedert. Mit Einführung der preußischen Kommunalverfassung 1889 kam es zum Amtsbezirk Zarpen, der 1948 zum Amt Zarpen wurde. Seit der Kommunalreform 1972 gehört es zum Amt Nordstormarn.

## Religion
Seit dem 13. Jahrhundert gehörte Heilshoop zum Kirchspiel Zarpen.

## Politik

### Gemeindevertretung
Bei der Kommunalwahl am 14. Mai 2023 wurden insgesamt neun Sitze vergeben. Von diesen erhielten die Allgemeine Kommunale Wählervereinigung Heilshoop und die Aktive Heilshooper Wählervereinigung jeweils drei Sitze, die Bürger für Bürger BFB Wählergemeinschaft Heilshoop erhielt zwei Sitze und die Allgemeine Wählergemeinschaft Heilshoop einen Sitz.

### Wappen
Blasonierung: „Unter goldenem Wellenschildhaupt von Grün und Blau durch einen breiten schräglinken silbernen Wellenbalken geteilt, oben ein silbernes Hufeisen mit nach oben gekehrten Stollen, unten ein silberner Karpfen.“

## Kultur und Sehenswürdigkeiten
Am Ostufer des Moorteiches befindet sich eine Bademöglichkeit. Sie ist ohne Badeaufsicht und unterliegt nicht den Standards und Anforderungen der EU und des Landes Schleswig-Holstein für Badestellen. Die Wasserqualität der Bademöglichkeit wird regelmäßig durch die Gesundheitsbehörden kontrolliert.

## Wirtschaft und Infrastruktur
Die Fahrbücherei im Kreis Stormarn hält im Drei-Wochen-Rhythmus an zwei Haltepunkten in Heilshoop.